# Дуниловичский сельсовет
Дуниловичский сельсовет (бел. Дунілавіцкі сельсавет) — административная единица на территории Поставского района Витебской области Белоруссии. Административный центр — агрогородок Дуниловичи.

## История
7 июля 2023 года Волковский и Дуниловичский сельсоветы объединены в одну административно-территориальную единицу — Дуниловичский сельсовет, с включением в его состав земельных участков Волковского сельсовета.
17 апреля 2024 года деревня Петровичи Дуниловичского сельсовета (ранее входившая в состав Волковского сельсовета) переименована в деревню Петровичи-1 (бел. Пятровічы-1).

## Состав
Дуниловичский сельсовет включает 51 населённых пунктов:
- Анкуды — деревня.
- Боровое — хутор.
- Веретеи — деревня.
- Волки — деревня.
- Вороновка — деревня.
- Гайдуки — деревня.
- Гиголы — деревня.
- Гиньки — деревня.
- Глинщина — деревня.
- Глинские — деревня.
- Горановщина — деревня.
- Даровое — деревня.
- Дуниловичи — агрогородок.
- Дрозды — деревня.
- Жданы — деревня.
- Жерствянка — деревня.
- Жуково — деревня.
- Завличье-Новое — деревня.
- Зарежье — хутор.
- Зарудье — деревня.
- Калиновка — деревня.
- Калиты — деревня.
- Коловцы — деревня.
- Кривое-2 — деревня.
- Крикалы — хутор.
- Куриловичи — деревня.
- Лазовики — деревня.
- Ласица — деревня.
- Луги — деревня.
- Ляховщина — деревня.
- Мальковичи — деревня.
- Мартинелевичи — деревня.
- Мартули — деревня.
- Матейки — деревня.
- Маштарки — деревня.
- Новоселки — деревня.
- Новые Ясневичи — хутор.
- Норица — деревня.
- Переслега — деревня.
- Петровичи — деревня.
- Петровичи-1 — деревня.
- Плешкуны — деревня.
- Редьковщина — деревня.
- Свидно — деревня.
- Сергеевичи — деревня.
- Серги — деревня.
- Сороки — деревня.
- Сосновщина — деревня.
- Станилевичи — деревня.
- Христово — деревня.
- Янчуки — деревня.

Упразднённые населённые пункты:
- Дроздовщина — деревня.
- Зеньково — деревня.
- Михалина — деревня.